# Sergio Pretta
Sergio Pretta (Torino, 7 dicembre 1998) è un karateka italiano.
Allenato dal Maestro Daniele Bovo e, in nazionale, dal Maestro Silvio Campari, Sergio Pretta ha vinto nel 2019 l’oro europeo di karate nella specialità del kumite individuale junior (combattimento) circuito ESKA. Ha vinto il bronzo a squadre junior, sempre nella specialità del kumite, ai mondiali di Odivelas del 2019 e l’argento ai Campionati Assoluti FIKTA del 2018 a Ostia  Dopo il momento di stop dovuto alla pandemia, ha messo in bacheca due splendidi primi posti alla Coppa Shotokan 2021, nel kumite individuale e a squadre. Negli ultimi Campionati assoluti Italiani della FIKTA del 2022 si è invece laureato vice campione italiano nel Kumite individuale (cat. seniores, fascia A, +75Kg) e a squadre (fascia B). Con la ripresa dell'attività internazionale post covid, nel 2022 ha partecipato con la squadra italiana ai campionati mondiali WSKA di Liverpool e agli europei ESKA di Winterthur, dove ha conquistato una medaglia di bronzo nel kumite a squadre senior.
Alla Coppa Shotokan 2022, torneo principale della FIKTA, ha arricchito il proprio palmarès con una medaglia d'oro a squadre e un bronzo nell'individuale.
Una frattura al piede destro a fine marzo 2023 in allenamento ne rallenta la preparazione, ma riesce, stringendo i denti, a rimettersi in sesto per i Campionati Italiani di Busto Arsizio, dove strappa una medaglia di bronzo con la squadra di kumite della Keiko Club Torino.
Dal 22 al 24 settembre 2023 fa parte nuovamente della squadra azzurra di kumite ai mondiali WSKA che si svolgono a Matosinhos, presso la città di Porto (P).
Dal 1 al 3 dicembre è invece a San Fernando, presso Cadice (E), dove strappa una medaglia di bronzo nel kumite a squadre senior, bissando il risultato dell'anno precedente a Winterthur in Svizzera.
La Coppa Shotokan 2023, organizzata a Torino, lo vede ancora protagonista, dove porta a casa due argenti, nel kumite individuale e a squadre con la rappresentativa del Piemonte, allenata dal suo Maestro storico Daniele Bovo.

## Biografia
Diplomato al Liceo scientifico “Ettore Majorana” di Torino nel 2018, oggi frequenta la Facoltà di Scienze Motorie all'Università degli Studi di Torino, dove ha conseguito la laurea triennale con una tesi su "Stregth and Conditioning negli sport da combattimento". Attualmente sta seguendo i corsi della Laurea Magistrale in Management dello Sport. Ha cominciato la pratica del Karate all’età di 8 anni. Nel 2017 ha seguito il suo maestro, Daniele Bovo (V Dan e responsabile degli agonisti piemontesi FIKTA per il kumite) nella sua decisione di aprire un proprio dojo, diventando uno dei primi tesserati dell'ASD Keiko Club Torino  dove si allena attualmente. Nel 2018 viene convocato nella nazionale ISI (Istituto Shotokan Italia) dal Maestro Silvio Campari, come titolare nel kumite individuale e a squadre della categoria juniores. Attualmente è titolare nella squadra nazionale seniores.

## Palmarès
- 2016 | Heart Cup | Treviso | Kumite a squadre | Bronzo
- 2016 | Heart Cup | Treviso | Kumite individuale | Bronzo
- 2017 | 49^ Coppa Shotokan | Lucca | Kumite a squadre | Oro
- 2018 | Trofeo delle Regioni | Parma | Kumite a squadre | Oro
- 2018 | Heart Cup | Treviso | Kumite a squadre | Argento
- 2018 | Campionati italiani Assoluti FIKTA | Ostia | Kumite individuale | Argento
- 2018 | Campionati del mondo ESKA | Nis, Serbia |
- 2018 | 50^ Coppa Shotokan | Busto Arsizio | Kumite a squadre | Oro
- 2019 | Trofeo delle Regioni | Parma | Kumite a squadre | Oro
- 2019 | Campionati del mondo WSKA | Odivelas, Portogallo | Kumite a squadre | Bronzo
- 2019 | Campionati Europei ESKA | Cadiz, Spagna | Kumite individuale | Oro
- 2019 | 51^ Coppa Shotokan | Vicenza | Kumite a squadre | Argento
- 2021 | 52^ Coppa Shotokan | Casale Monferrato | Kumite individuale | Oro
- 2021 | 52^ Coppa Shotokan | Casale Monferrato | Kumite a squadre | Oro
- 2022 | Campionati Italiani Assoluti FIKTA | Casale Monferrato | Kumite individuale senior fascia A +75Kg | Argento
- 2022 | Campionati Italiani Assoluti FIKTA | Casale Monferrato | Kumite a squadre fascia B | Argento
- 2022 | Campionati del mondo WSKA | Liverpool, UK |
- 2022 | Campionati Europei ESKA | Winterthur, Svizzera | Kumite a squadre senior | Bronzo
- 2022 | 53^ Coppa Shotokan | Kumite a squadre | oro
- 2022 | 53^ Coppa Shotokan | Kumite individuale | bronzo
- 2023 | Campionati Italiani Assoluti FIKTA | Busto Arsizio | Kumite a squadre fascia A | Bronzo
- 2023 | Campionati del mondo WSKA | Matosinhos, Portogallo |
- 2023 | Campionati europei ESKA | San Fernando, Cadiz, Spagna | Kumite a squadre senior | Bronzo
- 2023 | 54^ Coppa Shotokan | Kumite individuale| argento
- 2023 | 54^ Coppa Shotokan | Kumite a squadre| argento